# Parti socialiste des travailleurs et des paysans de Turquie
 (février 2018).
Si vous disposez d'ouvrages ou d'articles de référence ou si vous connaissez des sites web de qualité traitant du thème abordé ici, merci de compléter l'article en donnant les références utiles à sa vérifiabilité et en les liant à la section « Notes et références ».
Le Parti socialiste des travailleurs et des paysans de Turquie (TICSF), est un parti politique turc, fondé le 22 septembre 1919 par des socialistes qui avaient soutenu la guerre d'indépendance. Son secrétaire général était le Dr Şefik Hüsnü. Parmi les premiers cadres du parti se trouvaient Ethem Nejat, Ahmet Akif, Sadrettin Celal, Nafi Atug Kansu, Cevat Cevdet et Namık Ismail. Le parti croyait que la révolution kemaliste apporterait la révolution socialiste, et a donc agit en harmonie avec eux.

## Histoire

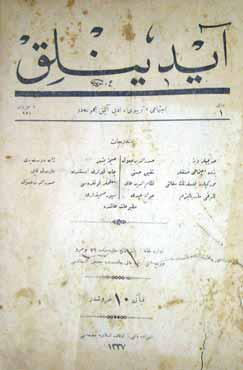
L'organe du parti, le premier numéro de Clarté daté de juin 1921.

Lorsque le gouvernement de Tevfik Pacha, arrivé au pouvoir après 1918, donna l'autorisation de rétablir les partis politiques interdits en 1913, des intellectuels communistes, certains socialistes et des nationalistes turcs sympathisants avec la révolution bolchevique se mirent au travail immédiatement. Le président du Parti socialiste fit l'éloge dans la presse des partisans combattant les occupants et leurs collaborateurs en Anatolie et en Thrace. Le parti a été fondé sous la direction du docteur Şefik Hüsnü, qui avait combattu à Gallipoli en tant que médecin. Mustafa Suphi, Ethem Nejat, Cevat Cevdet et Sadrettin Celal (Antel) étaient parmi les membres du comité central du parti. Le parti a acquis rapidement une grande popularité dans les entreprises, collectant de l'argent via des dons.
Cependant, l'organisation n'était présente seulement qu'à Istanbul. Critiquant la situation sur le front, certains dirigeants du parti sont allés en Anatolie pour lutter contre l'ennemi. D'autres ont été envoyés à Moscou par Ataturk afin d'obtenir un accord entre le conseil des commissaires des peuples et la grande assemblée nationale turque, et transmettre des messages à Lénine. Le parti est celui qui avait le cortège le plus important lors des 1er mai 1920, 1921 et 1922. Son slogan pour rallier ses membres était « Turquie Indépendante ! ».
Le parti disparu en 1922 quand il fusionna avec le Parti communiste populaire de Turquie et le Syndicat International des Travailleurs pour former le Parti communiste de Turquie.
Aujourd'hui, le Parti des travailleurs et le Parti des travailleurs et des paysans de Turquie se réclament de l’héritage politique et organisationnel de ce parti et de son fondateur, le Dr Şefik Hüsnü.